# Desomorfina
La desomorfina (nota anche come krokodil, o crocodile drug grazie ai mezzi di comunicazione di massa) è una sostanza oppiacea inventata nel 1932 negli Stati Uniti derivante dalla morfina, nella cui molecola è stato rimosso il gruppo 6-idrossido ed il doppio legame 7,8 è stato saturato.
La desomorfina ha effetti analgesici, circa 8-10 volte più potente della morfina. La desomorfina ha un inizio ed una durata d'azione più breve rispetto ad una dose equivalente di morfina ma con minor incidenza di nausea e depressione respiratoria.
Fu commercializzata in Svizzera con il nome di Permonid.

## Sintesi

Sintesi della desomorfina a partire dalla codeina.

La sintesi di desomorfina avviene a partire dalla α-clorocodeina, a sua volta ottenibile tramite la reazione tra tionile cloruro e codeina. Tramite una riduzione catalitica la α-chlorocodeina dà la desocodeina, che porta alla desomorfina tramite una demetilazione.

## Produzione
Dal 2010 in Russia c'è stato un forte aumento nella sua produzione clandestina, probabilmente dovuta ad una sua relativa semplicità di sintesi a partire dalla codeina, utilizzando iodio e fosforo rosso in un processo simile alla produzione della metanfetamina a partire dalla pseudoefedrina, ma la desomorfina ottenuta con questa modalità è fortemente impura e contaminata da varie sostanze tossiche e corrosive.
Il nome utilizzato in Russia per la "droga di strada" con desomorfina fatta in casa è "Krokodil" (coccodrillo), con riferimento all'effetto dato dalla sostanza e dalle impurità in essa contenute che rendono rapidamente la pelle squamosa, oppure all'assonanza col nome chimico del precursore α-clorocodeina. In Russia la desomorfina è utilizzata come alternativa più economica rispetto all'eroina: le compresse di codeina (che in Italia sono vendibili solo dietro presentazione di ricetta) sono disponibili come analgesico (in particolare per la cefalea) senza prescrizione medica.
Poiché questo mix di sostanze dopo essere stato "cucinato" a domicilio viene normalmente iniettato endovena dai tossicomani, immediatamente e con poca o nessuna ulteriore purificazione, "Krokodil" è diventata famosa per produrre gravi danni ai tessuti, flebiti e gangrena. Sono documentati casi che hanno richiesto l'amputazione degli arti in tossicomani di lunga data. I danni ai tessuti provocati dalla produzione clandestina, non purificata e con molte sostanze tossiche all'interno, sono talmente gravi che la speranza di vita dei tossicodipendenti che ne fanno uso cronico scende drasticamente.

## Abusi
I primi casi di utilizzo ed abuso di desomorfina fatta in casa sono stati riportati nella Siberia Orientale nel 2002, ma da allora il suo utilizzo si è diffuso in tutta la Russia e nelle vicine ex Repubbliche sovietiche. Le autorità russe sono da tempo a conoscenza del problema ma non sono state ancora adottate adeguate misure di sanità per risolverlo. Secondo alcuni una possibile soluzione consisterebbe nel vietare la vendita delle pillole di codeina, o in alternativa renderla possibile solo con ricetta medica. Ma la dura opposizione delle compagnie farmaceutiche a simili provvedimenti (in Russia i tre farmaci a base di codeina più diffusi e meno costosi sono il Terpincod, il Codelac e il Pentalgin, tutti prodotti dalla Pharmstandard, la principale compagnia farmaceutica russa, con sede ad Ufa) sarebbe stata una delle cause dell'inattività. Comunque, dal giugno 2012, la vendita di farmaci a base di codeina è consentita solo dietro prescrizione medica.
Nel mese di ottobre 2011, sono stati segnalati utilizzi sporadici del Krokodil in Germania, ed alcuni media riferiscono di consumatori morti.
A febbraio 2014 è stato sequestrato a Padova mezzo chilo di questa droga trovata in possesso da una cameriera di un hotel di lusso. Di fatto, è il primo caso in Italia legato al Krokodil, e pare che il nordest italiano sia la principale porta di accesso per la sua diffusione nel paese. Nel settembre 2016 è avvenuto il primo decesso, in Italia, per utilizzo ed abuso di Krokodil.